# Now Jub
Now Jub (en persan : نوجوب romanisé en Now Jūb) est un village de la province de Kermanshah en Iran. Lors du recensement de 2006, sa population était de 227 habitants pour 44 familles.